# R. Budd Dwyer
Robert Budd Dwyer (21. listopadu 1939 St. Charles, Missouri – 22. ledna 1987 Harrisburg) byl americký politik. V letech 1971–1987 působil jako senátor v senátu státu Pensylvánie. Stal se nechvalně známým pro svou sebevraždu v přímém televizním přenosu.

## Životopis
V mládí úspěšně maturoval na střední škole Allegheny College v Meadville. Ještě před tím, než se stal politikem se živil jako fotbalový trenér v Cambridge Spring High School. V roce 1964 byl zvolen do sněmovny reprezentantů z 6. okresu v Pensylvánii. Zvolen byl i v letech 1966 a 1968. V roce 1971, kdy byl ještě zástupcem státu získal místo ve státním senátu. Krátce po svém vítězství odstoupil ze svého sídla ve Státním domě a v lednu 1971 byl zvolen senátorem. Byl ženatý s manželkou Joanne Dwyer, se kterou měl dva syny, Roberta a Dyana.

## Smrt
Za korupční skandál byl stíhán a odsouzen k 55 letům vězení a pokutě 305 000 dolarů. Dne 22. ledna 1987, den předtím, než měl být rozsudek vykonán, svolal Dwyer tiskovou konferenci, na které nejprve pronesl projev a poté předal asistentům obálky. V první obálce byl dopis na rozloučenou pro manželku, v druhé obálce se nacházela karta dárce orgánů a další materiály, ve třetí obálce byl dopis pro nového guvernéra Pensylvánie. Poté Dwyer vytáhl revolver ráže .357 Magnum, což vyvolalo vlnu zděšení. Dwyer odmítl žádosti přihlížejících o odevzdání zbraně, vložil si hlaveň do úst a prostřelil si hlavu směrem do týla. Byl okamžitě mrtev. Celou událost přenášelo živě několik televizních kamer. Nahrávky se objevily také ve večerním zpravodajství, zde už ale většina stanic nevysílala sekvenci celou.

Navzdory senátorovu přání byly vzhledem k době, která uplynula mezi smrtí a odklizením těla, pro transplantaci použitelné pouze rohovky.